# 아손
아손(일본어: 朝臣 あそん, あそみ[*])은 일본 덴무 천황 13년(684년)에 제정된 야쿠사노 가바네(八色の姓) 제도에 새롭게 만들어진 가바네(姓)로, 상위 두 번째에 상당하였다. 상위 첫 번째인 마히토(真人)는 주로 황족에게 주어졌기 때문에 황족 이외의 신하 가운데서는 사실상 첫 번째 지위에 해당하였다. 읽는 방법은 '아소미'(あそみ)라고 읽는 쪽이 가장 오래된 쪽에 속하며 초기에 한자로 쓸 때는 阿曽美 또는 旦臣으로도 썼다.
이러한 아손 가바네 창설의 배경에는 종래의 오미(臣)、무라지(連)、오비토(首)、아타이(直) 등의 가바네의 상위에 위치하는 가바네를 창설함으로써 가바네에 우열 및 대우의 차이를 매기고 천황에 대한 충성이 두터운 우지(氏)를 우대하며 황실로의 권력 장악을 꾀할 목적에서였다.
《일본서기》(日本書紀)에는 덴무 천황 13년인 서기 684년 음력 11월 1일에 처음으로 아손을 하사받은 52개의 우지로써 오미와 씨(大三輪氏)、오카스가 씨(大春日氏)、아베 씨(阿倍氏)、고세 씨(巨瀬氏)、가시와데 씨(膳氏)、기 씨(紀氏)、하타 씨(波多氏)、모노노베 씨(物部氏)、헤구리 씨(平群氏)、사사베 씨(雀部氏)、나카토미 씨(中臣氏)、오야케 씨(大宅氏)、구리타 씨(粟田氏)、이시카와 씨(石川氏)、사쿠라이 씨(桜井氏)、우네메 씨(采女氏)、다나카 씨(田中氏)、오하리다 씨(小墾田氏)、호즈미 씨(穂積氏)、야마시로 씨(山背氏)、가모 씨(鴨氏)、오노 씨(小野氏)、가와노베 씨(川辺氏)、도쓰이 씨(櫟井氏)、가키노모토 씨(柿本氏)、가루베 씨(軽部氏)、와카사쿠라베 씨(若桜部氏)、기시다 씨(岸田氏)、다카무코 씨(高向氏)、시시히토 씨(宍人氏)、구메 씨(来目氏)、이누가미 씨(犬上氏)、가미쓰케누 씨(上毛野氏)、쓰노 씨(角氏)、호시카와 씨(星川氏)、오오 씨(多氏)、무네카타 씨(胸方氏)、구라모치 씨(車持氏)、아야 씨(綾氏)、시모쓰미치 씨(下道氏)、이가 씨(伊賀氏)、아쓰지 씨(阿閉氏)、하야시 씨(林氏)、나미야 씨(波弥氏)、시모쓰케 씨(下毛野氏)、사미 씨(佐味氏)、미치모리 씨(道守氏)、오노 씨(大野氏)、사카모토 씨(坂本氏)、이케다 씨(池田氏)、다마테 씨(玉手氏)、가사 씨(笠氏)가 기록되어 있다.
아손은 주로 임신의 난(壬申の乱)에서 덴무 천황의 편에 서서 공적을 세웠던 인물로 주로 오미의 가바네를 가진 씨족(오래 전의 시대에 야마토 왕실로부터 갈라져 나온 계통을 자처하는 경우가 많았다)들에게 우선적으로 하사되었다. 그 다음으로 위치하는 주로 무라치의 가바네를 가진 씨족에게는 스쿠네(宿禰)의 가바네가 하사되었다. 그 뒤로도 조정에 공적이 있는 씨족에게는 아손의 가바네를 하사했으므로, 나라 시대(奈良時代)에는 대부분의 씨족이 아손의 가바네를 갖게 되었다.
나아가 시대가 내려오면서 대부분의 귀족이나 무사들은 후지와라노 아손(藤原朝臣)、미나모토노 아손(源朝臣)、다이라노 아손(平朝臣) 등의 자손들이 차지하게 되었고, 또한 무가(武家)의 대두에 의해 하급 귀족이 몰락하는 경우도 있어, 아손은 서열을 매기기 위한 가바네로써의 의미를 잃고 공식 문서에서 사용되는 형식적인 것이 되었다.
헤이안 시대(平安時代) 이후 조정의 구교(公卿, 3품 이상 및 산기)들은 우지 아래에 아손、휘 아래에 기미(公, 대신大臣)를 붙이는 일 없이 경(卿)이라는 경칭으로 불리게 되었다. 4위 이하를 가진 자는 우지、휘 아래에 가바네를 붙여서 불렀다. 우지가 아니라 휘 아래에 아손이라고 붙이는 자는 특히 나노리 아손(名乗り朝臣)이라고 했다.
- 예: 아시카가 내대신 정2위 미나모토노 아손 요시마사 공(足利内大臣正二位源朝臣義政公) - 아시카가 요시마사(足利義政)
- 예: 호소카와 우쿄다이후 종4위하 미나모토노 가쓰모토 아손(細川右京大夫従四位下源勝元朝臣) - 호소카와 가쓰모토(細川勝元)

## 아손의 가바네를 가진 씨족
- 미나모토노 아손(源朝臣) - 황별(皇別) 씨족. 구게(公家)로는 겐지 쵸자(源氏長者)의 지위를 오랫동안 누렸던 고가 가(久我家) 등의 무라카미 겐지(村上源氏)、무가로는 미나모토노 요시이에(源義家) 이후 세이와 겐지(清和源氏)가 세력을 넓혀 미나모토노 요리토모(源頼朝) 이후 무가에게 있어 특별한 씨성이 되었다. 아시카가 씨(足利氏)는 그 대표격이다. 도쿠가와씨(徳川氏)도 세이와 겐지를 칭하였다.
- 다이라노 아손(平朝臣) - 황별 씨족. 간무 헤이시(桓武平氏)가 가장 유명하며, 구게로는 도소 헤이시(堂上平氏)로써 여러 유파가 남았다. 무가로는 헤이케(平家)가 유명하였으며, 또한 오다 씨(織田氏)도 다이라노 아손을 칭하였다.
- 후지와라노 아손(藤原朝臣) - 나카토미노 가마타리(中臣鎌足)의 자손. 오랫동안 일본 조정의 중요한 직책들을 독점하였으며, 셋케(摂家)를 필두로 하는 도소케(堂上家)의 대부분을 점하였다. 무가로는 이토 씨(伊東氏)、오야마 씨(小山氏)、우에스기씨(上杉氏)、다테 씨(伊達氏) 등이 알려져 있다.
- 다치바나노 아손(橘朝臣) - 황별 씨족. 아가타노 이누카이노 미치요(県犬養三千代)、다치바나노 모로에(橘諸兄)、다치바나노 사이(橘佐為) 세 모자를 시조로 하며 앞의 세 씨족과 함께 4대 대성(四大姓)으로 꼽힌다.
- 스가와라노 아손(菅原朝臣) - 전설적인 인물인 노미노 스쿠네(野見宿禰)를 시조로 한다. 스가와라노 미치자네 이래 문장도(文章道)를 장악하였으며 도소케(堂上家)가 여러 가문이 남아 있다.
- 오에노 아손(大江朝臣) - 나라 시대 말기에서 헤이안 시대 초기에 걸쳐 생존했던 인물인 하제노 모로카미(土師諸上)를 시조로 한다. 오에노 히로모토(大江広元) 등의 학자를 많이 배출하였으며, 무가로는 모리 씨(毛利氏) 등을 배출하였다.
- 나카하라노 아손(中原朝臣) - 헤이안 시대 중기의 인물인 도오치노 아리카타(十市有象)、도오치노 고레타다(十市以忠)를 시조로 한다. 명법도(明法道)、명경도(明経道)를 다루는 가계이다. 적류(嫡流)는 국무(局務)、시정(市正) 등을 세습하였으며 조정의 실무、교토(京都)의 행정에 깊이 관여하였다.
- 도요토미노 아손(豊臣朝臣) - 아즈치 모모야마 시대(安土桃山時代)에 간파쿠(関白)가 된 하시바 히데요시(羽柴秀吉)에게 하사되었으며, 히데요시에 의해 많은 다이묘(大名)들에게 하사되기도 했다.

## 같이 보기
- 씨성제도